# Achille Sergardi
Achille Sergardi (Siena, 10 agosto 1604 – 1671) è stato un ammiraglio italiano, ufficiale della flotta del Granduca di Toscana.

## Biografia

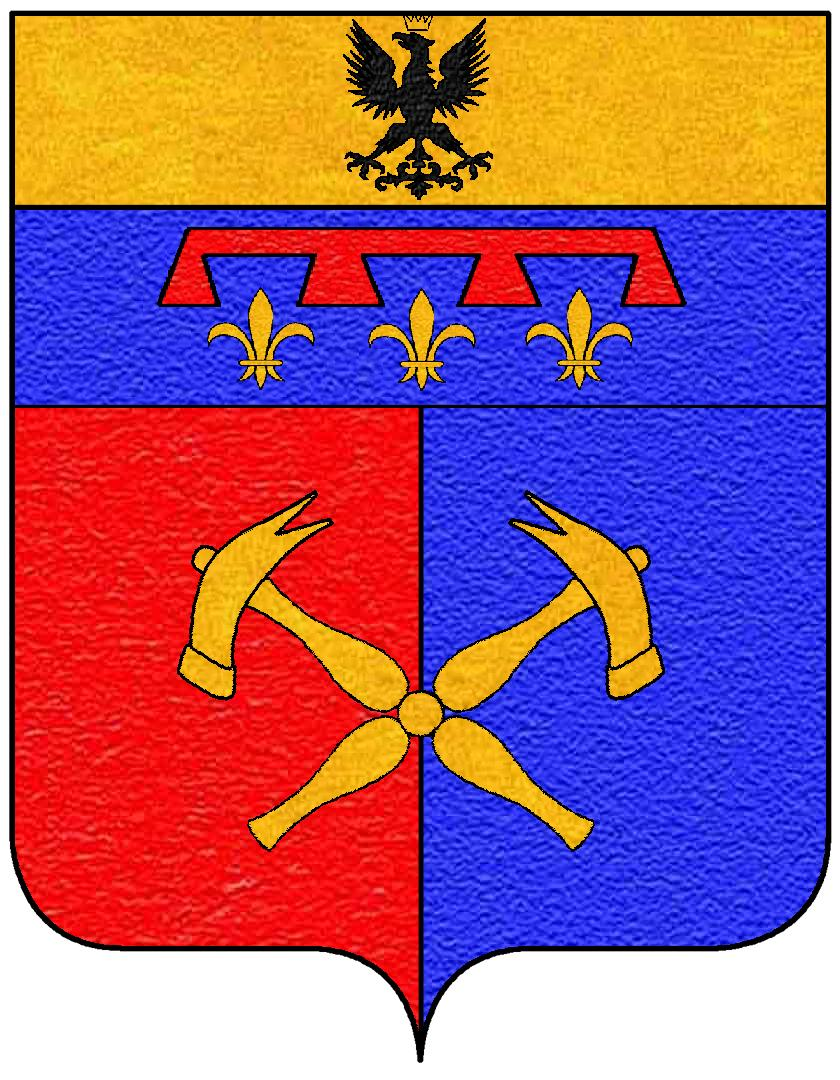
Stemma Sergardi

Di famiglia patrizia senese, figlio di Giulio Sergardi e di Augusta Allegretti (e fratello di Alessandro, Vescovo di Montalcino), il 7 Aprile 1621 entra nell'Ordine dei cavalieri di Santo Stefano,  militando agli ordini degli Ammiragli Jacopo Inghirami, Giulio Barbolani da Montauto e Lodovico da Verrazzano.
Nel 1647, Ferdinando II de' Medici, quinto Granduca di Toscana, lo nomina XVI Ammiraglio comandante la flotta stefaniana e successivamente nel 1652, Generale del Mare.
Serve in prevalenza, unitamente alla squadra pontificia, dell’Ordine di Malta e della Repubblica di Venezia, nella guerra di Candia contro i Turchi.
Si scontra con due noti corsari, il Bruciacristiani e Mustafà di Tunisi. Fa prigioniero il primo presso Porto Vecchio ed il secondo, catturato all’arrembaggio, nei pressi di Palmarola, sulla sua galeotta, viene impiccato sul pennone della stessa.
Pone in salvo due galee genovesi, intercettate dalla Squadra di Algeri (cinque galee) nei pressi di Ustica, che fuggono prima di esser riuscite ad impadronirsene (ricevendo speciali ringraziamenti dal Serenissimo Senato di Genova).
Nel 1625, risedé nel Concistoro a Siena e nel 1656, fu Capitano del Popolo.
Fu il terzo Governatore, del Casino de' Nobili di Siena e l'11 Agosto 1659, a nome dello stesso, propose di far correre il Palio a Siena, che effettivamente ebbe luogo, il 16 Agosto successivo.
Viene nominato Balì di Gubbio e Governatore della Fortezza da Basso di Firenze.